# سفارة سلوفينيا في إيران
سفارة سلوفينيا في إيران هي أرفع تمثيل دبلوماسي لدولة سلوفينيا لدى إيران. تقع السفارة في وهي تهدف لتعزيز المصالح السلوفينية في إيران.

## وصلات خارجية
- الموقع الرسمي
- قائمة سفارات سلوفينيا
- قائمة السفارات في إيران